# Plano Nacional de Leitura

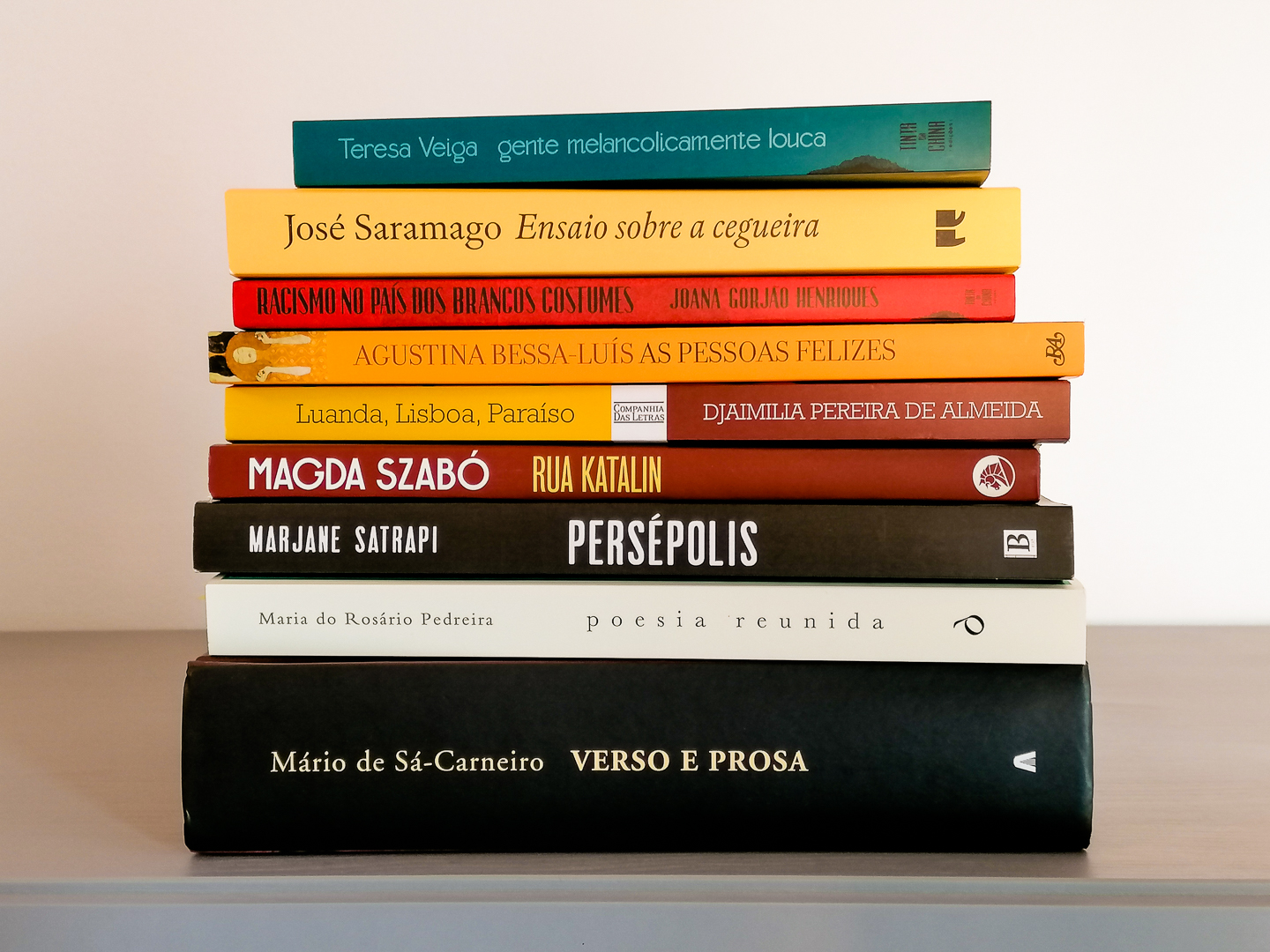
Alguns títulos incluídos no Plano Nacional de Leitura

O Plano Nacional de Leitura é uma política pública cultural portuguesa de incentivo à leitura. Foi criado em 2006 em resolução de Conselho de Ministros e com o Alto Patrocínio da Presidência da República. O programa foi instituído como uma "resposta institucional à preocupação pelos níveis de literacia da população em geral e em particular dos jovens, significativamente inferiores à média europeia".

### Comissária e Subcomissária
- Isabel Alçada (2006-2011)[2]
- Fernando Pinto do Amaral (2011-2017)[3]
- Teresa Calçada (2017-2022) e Elsa Conde
- Regina dos Santos Duarte (2022-atualmente) e Andreia Brites[4]

### Atividades
Em 2017, a existência do programa foi aprovada por mais uma década. O programa está sob a alçada do ministério da Educação, em articulação com os ministérios da Cultura, e Ciência, Tecnologia e Ensino Superior.
O programa tem uma lista de recomendações de livros editados em Portugal, estando maioritariamente virado para o público escolar. Desde 2017, estas listas incluem sugestões de leitura para o público adulto. Entre outras atividades promovidas pelo plano estão o Concurso Nacional de Leitura e Clubes de Leitura.